# Élections législatives de 2004 aux Îles Cook
Ces élections eurent lieu le 13 septembre 2004. Les résultats préliminaires donnèrent le Democratic Party vainqueur du scrutin avec 14 sièges contre 9 pour le Cook Islands Party, auquel s'ajoutait un indépendant Piho Rua. Toutefois au soir du scrutin pas moins de 12 pétitions électorales furent déposées par le CIP. Deux seulement furent retenues par la Haute Cour. L'une d'elles concernait la circonscription de Titikaveka. Robert George Wigmore fut dans un premier temps déclaré vainqueur avec 11 voix d'avance sur Tiki Matapo. Mais ce dernier contestait les résultats. Après recompte de voix, Matapo obtint finalement 264 voix et Wigmore 262.
Une autre pétition retenue concernait la circonscription de Manihiki opposant le Premier Ministre Robert Woonton (DP) à Henry Puna (CIP). Puna qui avait perdu le scrutin de quelques voix accusait Woonton d’avoir payé certains électeurs. La Haute Cour annula la victoire de Woonton, des élections partielles devant avoir lieu en février 2005. Entretemps, Woonton annonça vouloir former un gouvernement de coalition avec le Cook Islands Party de Geoffrey Henry. Cela entraîna une scission au sein du Democratic Party. Woonton décida alors de fonder un son propre parti, le Demo Tumu. Il fut rejoint dans son projet par quatre autres membres du Democratic Party, Peri Vaevaetaeroi Pare, Jim Marurai, Upokomaki Simpson et Piho Rua. Finalement il renonça à se présenter à ces élections partielles pour des raisons familiales. Apii Piho se présenta à se place au nom du Democratic Party mais fut battu par Henry Puna. Finalement le Demo conservait 12 sièges contre 11 pour le CIP.
Parmi les surprises du scrutin il y eut la défaite de Norman George (Tumu Enua) face à Eugene Tatuava (DP) dans la circonscription de Tengatangi-Areora-Ngatiarua (Atiu) dans laquelle il était élu depuis 1983, ainsi que celle de l’ancien Premier Ministre Pupuke Robati (DP) dans son bastion de Rakahanga battu par le candidat indépendant Piho Rua.

## Rarotonga
| Circonscription            | Élu                     | Parti |
| -------------------------- | ----------------------- | ----- |
| Tupapa-Maraerenga          | Tupou Alfred Faireka    | CIP   |
| Takuvaine-Tutakimoa        | Geoffrey Henry          | CIP   |
| Avatiu-Ruatonga-Palmerston | Albert Peto Nicholas    | CIP   |
| Nikao-Panama               | Ngamau Mere Munokoa     | DP    |
| Ruaau                      | Vaine Iriano Wichman    | CIP   |
| Akaoa                      | Teariki William Heather | CIP   |
| Murienua                   | Tom John Marsters       | CIP   |
| Titikaveka                 | Tiki Matapo             | CIP   |
| Ngatangiia                 | Terepai Maoate          | DP    |
| Matavera                   | Peri Vaevaetaeroi Pare  | DP    |

## Aitutaki
| Circonscription           | Élu                     | Parti |
| ------------------------- | ----------------------- | ----- |
| Amuri-Ureia               | Terepai (Junior) Maoate | DP    |
| Arutanga-Reureu-Nikaupara | Teinakore Tom Bishop    | CIP   |
| Vaipae-Tautu              | Kete Ioane              | DP    |

## Mangaia
| Circonscription | Élu                    | Parti |
| --------------- | ---------------------- | ----- |
| Oneroa          | Winton Brian Pickering | DP    |
| Ivirua          | Jim Marurai            | DP    |
| Tamarua         | Miimama Parima         | CIP   |

## Atiu
| Circonscription             | Élu               | Parti |
| --------------------------- | ----------------- | ----- |
| Teenui-Mapumai              | Upokomaki Simpson | DP    |
| Tengatangi-Areora-Ngatiarua | Eugene Tatuava    | DP    |

## Les autres îles
| Circonscription | Élu                         | Parti |
| --------------- | --------------------------- | ----- |
| Mauke           | Mapu Taia                   | DP    |
| Mitiaro         | Tangata Mouauri Vavia       | DP    |
| Rakahanga       | Piho Rua                    | Ind.  |
| Manihiki        | Henry Puna                  | CIP   |
| Pukapuka-Nassau | Tiaki Wuatai                | DP    |
| Penrhyn         | Wilkie Olaf Patua Rasmussen | CIP   |